# Ruben Houkes
Ruben Houkes (Schagen, 8 de junio de 1979) es un deportista neerlandés que compitió en judo.
Participó en los Juegos Olímpicos de Pekín 2008, obteniendo una medalla de bronce en la categoría de –60 kg. Ganó una medalla de oro en el Campeonato Mundial de Judo de 2007 y tres medallas en el Campeonato Europeo de Judo entre los años 2005 y 2008.

## Palmarés internacional
| Juegos Olímpicos   | Juegos Olímpicos        | Juegos Olímpicos  | Juegos Olímpicos |
| Año                | Lugar                   | Medalla           | Categoría        |
| ------------------ | ----------------------- | ----------------- | ---------------- |
| 2008               | Pekín (China)           | Medalla de bronce | –60 kg           |
| Campeonato Mundial |                         |                   |                  |
| Año                | Lugar                   | Medalla           | Categoría        |
| 2007               | Río de Janeiro (Brasil) | Medalla de oro    | –60 kg           |
| Campeonato Europeo |                         |                   |                  |
| Año                | Lugar                   | Medalla           | Categoría        |
| 2005               | Róterdam (Países Bajos) | Medalla de bronce | –60 kg           |
| 2006               | Tampere (Finlandia)     | Medalla de bronce | –60 kg           |
| 2008               | Lisboa (Portugal)       | Medalla de plata  | –60 kg           |